# Ачликуль (село)
Ачли́куль — село в Красноармейском районе Челябинской области. Административно входит в Алабугское сельское поселение. Расположена на берегу озера Ачликуль. Основное население: татары.
В селе имеется девять улиц. Есть прямое сообщение с Челябинском: маршрутное такси № 723. Работает основная школа. 
Население занимается животноводством, огородничеством (картофелеводством), рыбной ловлей. 
В Ачликуле проживают носители ичкинского говора среднего диалекта татарского языка.